# Heeresfeldwagen
Die Heeresfeldwagen, abgekürzt Hf waren eine Teilgruppe der mit Pferden bespannten Transport- und Versorgungsfahrzeuge der deutschen Heere im ausgehenden 19. und bis zur Mitte des 20. Jahrhunderts. Sie erlaubten es der marschierenden Truppe (Infanterie), MGs, Granatwerfer, Infanteriemunition und Handgranaten, Sanitätsmaterial, Werkzeug, Schanzzeug, Pioniermaterial, Gepäck, Verpflegung, Versorgungsgüter und andere Ausrüstungsgegenstände, die nicht unbedingt am Mann geführt werden mussten oder für den Soldaten beim Kampf hinderlich waren, innerhalb der Einheiten mitzuführen oder Einheiten zu versorgen.

## Geschichte

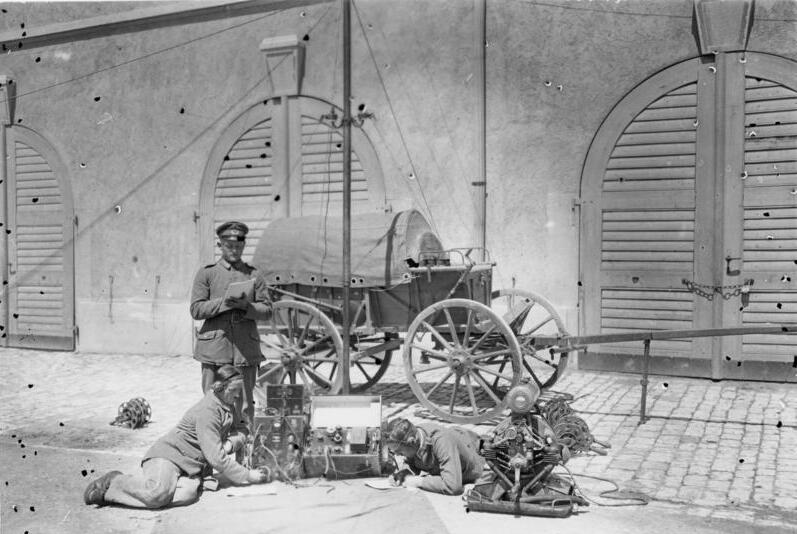
Heeresfeldwagen c/95 als Fahrzeug der Nachrichtentruppe im Ersten Weltkrieg

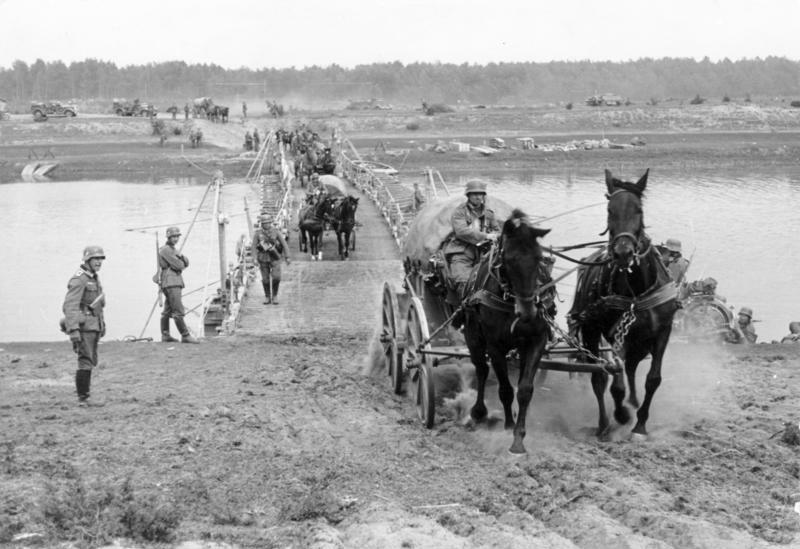
Heeresfeldwagen Hf. 1 in Polen 1939

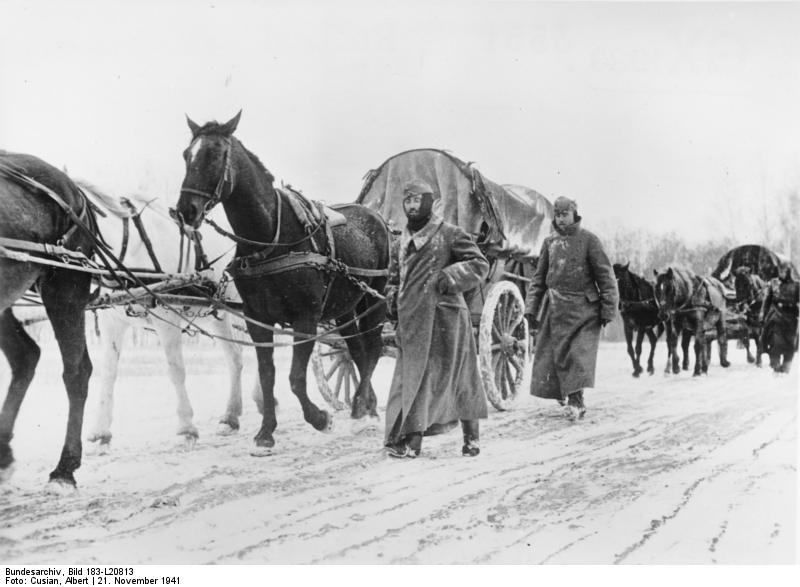
Schwerer Heeresfeldwagen Hf. 2 an der Ostfront

Bespannte Fahrzeuge waren bis zum Zweiten Weltkrieg, sogar schon seit der Römerzeit, die wichtigsten Transportfahrzeuge für Soldaten auf dem Weg zu den Schauplätzen der kriegerischen Auseinandersetzungen. Die zunehmend komplexere Ausrüstung der Heere in den letzten zwei Jahrhunderten und die schiere Größe der Heere, die nicht mehr, wie in mittelalterlichen Zeiten auf geeignete Jahreszeiten und eine Versorgung völlig aus dem Umland der Heerlager setzen konnten, ließ die Zahl der begleitenden Fahrzeuge kontinuierlich ansteigen. Ein gutes Beispiel ist der katastrophale Niedergang der napoleonischen Armee im russischen Winter des Jahres 1812, wo sowohl die Jahreszeit als auch die nicht ausreichende Versorgung eine Katastrophe für das angreifende Heer herbeigeführt hat.
Die Probleme der Versorgung und Mobilisierung waren schon zuvor bekannt gewesen und es hatte Lösungsansätze gegeben. Diese Thematik ist im Artikel Train (Militär) gut dargestellt.
In einem Heer des 19. Jahrhunderts waren die Aufgaben der nun als Feldwagen bezeichneten Fahrzeuge vielfältig. Vor dem Ersten Weltkrieg waren sie teils in sehr verschiedenen Materialien (entweder Stahl, Eisen oder Holz) ausgeführt. Die Konstruktion des Feldwagens war der Aufgabe angepasst. Doch während des Ersten Weltkrieges war der Bedarf an solchen Fahrzeugen enorm und eine Vereinheitlichung der Fahrzeuge wurde zwingend notwendig. Das Kriegsministerium führte als erstes Grundfahrzeug den Feldwagen c/95 ein. Dieser konnte dann verschiedene Verwendungen haben, war aber in der Grundkonstruktion immer gleich. Weiter wurde im Krieg dann noch der kleine Feldwagen 16 und der große Feldwagen 05 standardisiert.
Es ist anzumerken, dass diese militärischen Feldwagen grundlegend anders konstruiert waren als landwirtschaftliche Kutschen. Diese Fahrzeuge sollten in schlechtem Gelände beweglich sein, und das bei einer möglichst geringen Bespannung mit möglichst geringem Kraftaufwand. Die Belastung der Räder sollte für eine gute Stabilität des Fahrzeugs recht gleichmäßig sein, jedoch sollte in jedem Fall die hintere Achse mehr Last tragen können. Hindernisse auf den Wegen waren auch möglich, was große Räder erforderte, so waren die vorgegebenen Normgrößen für Artilleriefahrzeuge 140 cm, für sonstige Fahrzeuge 110 cm und für Handkarren 80 cm im Durchmesser. Auch die Achsen wurden austauschbar gefertigt, so war ab dem Ersten Weltkrieg eine Struktur genormter Teile geschaffen.
Bereits seit etwa 1830 gab es einheitliche Protzhaken, Protznägel und eine Reibscheitlenkung bei den militärischen Feldwagen.
In der Reichswehr wurde ab 1935 der Gedanke der Vereinheitlichung von Typen und der Schaffung einer Struktur fortgeführt. Doch nun erhielten die verschiedenen Truppengattungen standardisierte bespannte Fahrzeuge mit einer Kurzbezeichnung und einer Kennnummer für den Fahrzeugtyp:
die Infanterie (Infanteriefahrzeug, If.), die Artillerie (Artilleriefahrzeug, Af.), die Nebeltruppe (Nebelfahrzeug, Nbf.), die Pioniertruppe (Pionierfahrzeug, Pf.), die Nachrichtentruppe (Nachrichtenfahrzeug, Nf.), die Sanitätstruppe (Sanitätsfahrzeug, Sf.), die Verwaltungstruppe (Verwaltungsfahrzeug, Vf.) und eben die allgemeinen Heeresfahrzeuge (Hf.). Auch die bespannten Feldküchen gehörten zu den allgemeinen Heeresfahrzeugen.
Heeresfahrzeuge wurden u. a. in den Trossen bei der Infanterie und der Artillerie, als Gerätewagen bei der Pionier- und Sanitätstruppe und Transportwagen bei den Fahrkolonnen der Nachschubtruppe eingesetzt.
Ab 1936 erhielten die Fahrzeuge nach der HDV 476/1 innen einen Grundanstrich in Feldgrau und außen den Dreifarbanstrich, der in jenen Jahren üblich war. Dieser umfasste auch die Planen.
Nach den Erfahrungen des Winters 1941/42 im Krieg gegen die Sowjetunion wurden die Fahrzeuge ab 1942 mit Winterkufen schneebeweglich gemacht.

## Leichter Feldwagen, Heeresfahrzeug 1 (Hf. 1)
Der ursprünglich 1895 als leichter Proviantwagen n/K (neuer Konstruktion) entwickelte und später Feldwagen c/95 und dann ab Ende der 1920er Jahre Leichter Feldwagen, Heeresfahrzeug 1 (Hf. 1) genannte Wagen wurde mit leichten Zugpferden zweispännig gefahren. Er war aus Holz gefertigt. Charakteristisch war die Unterteilung in einen großen hinteren Wagenkasten mit geraden Wänden und einen kleineren vorderen Wagenkasten mit abgeschrägten Wänden, wodurch ein größerer Lenkeinschlag der Vorderräder erreicht wurde.

## Schwerer Feldwagen, Heeresfahrzeug 2 (Hf. 2)
Neben dem Hf. 1 kam der vierspännig gefahrene schwere Heeresfeldwagen (Hf. 2) für schwerere Lasten zum Einsatz, der bei einem Leergewicht von 800 kg eine Nutzlast von 1200 kg bei einem Transportvolumen von 2 m³ transportieren konnte. Die Grundform des Hf. 2 wurde als Schwerer Gefechts-, Vorrats-, Pack-, Verpflegungs-, Last-, und Munitionswagen genutzt.

## Kleiner Feldwagen, Heeresfahrzeug 3 (Hf. 3)
Der Kleine Heeresfeldwagen (Hf. 3) war bereits 1916 als Proviantwagen 16 (gefedert und ungefedert) eingeführt und später von Reichswehr und Wehrmacht übernommen worden.

## Gebirgskarren, Heeresfahrzeug 4 (Hf. 4)
Über dieses einspännig von einem Pferd oder Tragtier gezogene Fahrzeug liegen nur wenige Informationen und Bilder vor. Auf Bildern wird oftmals fälschlich der französische Infanterie-Karren Voiturette d'infanterie Mle. 1937 als Hf. 4 bezeichnet.

## Ersatzfeldwagen 40/43 (Ef.40/43) und Feldwagen 43, Heeresfahrzeug 6 (Hf. 6)
Der im Kriegsverlauf eingeführte Ersatzfeldwagen 40 (Ef. 40), 1943 gefolgt vom Ersatzfeldwagen 43 (Ef. 43), dieser später umbenannt in Feldwagen 43 (Hf. 6), war sehr viel einfacher ausgeführt und leicht in Massen herzustellen als der ebenfalls vierspännig gefahrene schwere Heeresfeldwagen (Hf. 2).

## Stahlfeldwagen, Heeresfahrzeug 7 (Hf. 7)
Bereits bei Kriegsbeginn 1939 wurden die Heeresfahrzeuge vom vollständig aus Stahlblech gefertigten, gummi- und luftbereiften, meist zwei- aber auch vierspännig gefahrenen Stahlfeldwagen (Hf. 7) ersetzt, der sich auf Straßen und befestigten Wegen deutlich bewährte und zudem mit einer speziellen Stahlgabel auch an Kraftfahrzeuge angehängt werden konnte.
Das Hf. 7 zeigte sich aufgrund seines hohen Gewichts, insbesondere bei zweispänniger Fahrweise, aber nicht für die schlechten Wegeverhältnissen an der Ostfront geeignet. Die Truppe führte daher neben den in Russland landesüblichen leichteren Panjewagen (als Typen Pleskau I und Pleskau II nachgebaut) und den im Winter landesüblichen Schlittenfahrzeugen das bereits ausgemusterte Hf. 1 wieder ein.

## Große Feldküche, Heeresfahrzeug 11 (Hf. 11)
Die Große Feldküche bestand aus einem aus Blech gefertigten Hinterwagen, der die Kocheinrichtung enthielt und einem aus Holz gefertigten Vorderwagen, in dem Verpflegungsvorrat und Speisenträger transportiert wurden. Sie wurde vor Kriegsbeginn mit zwei schweren Zugpferden zwei-, später mit je zwei leichten und zwei schweren Zugpferden vierspännig gefahren.

## Kleine Feldküche, Heeresfahrzeug 12 (Hf. 12)
Ebenso wie die große Feldküche bestand auch die kleine Feldküche aus einem aus Blech gefertigten Hinterwagen, der die Kocheinrichtung enthielt und einem aus Holz gefertigten Vorderwagen. Sie wurde zweispännig gefahren. Räder und andere Teile entsprachen dem kleinen Heeresfeldwagen.

## Große Feldküche, Heeresfahrzeug 13 (Hf. 13)
Die Große Feldküche bestand aus einem aus Blech gefertigten Hinterwagen, der die Kocheinrichtung enthielt und einem aus bzw. aus Stahl gefertigten Vorderwagen, in dem Verpflegungsvorrat und Speisenträger transportiert wurden. Sie wurde vor Kriegsbeginn mit zwei schweren Zugpferden zwei-, später mit je zwei leichten und zwei schweren Zugpferden vierspännig gefahren.

## Kleine Feldküche, Heeresfahrzeug 14 (Hf. 14)
Ebenso wie die große Feldküche bestand auch die kleine Feldküche aus einem aus Blech gefertigten Hinterwagen, der die Kocheinrichtung enthielt und einem aus Stahl gefertigten Vorderwagen. Sie wurde zweispännig gefahren. Räder und andere Teile entsprachen dem kleinen Heeresfeldwagen.